# Меламед, Илья Иосифович
Илья Иосифович Меламед (27 июля 1895 — 26 апреля 1938) — советский военный и хозяйственный деятель, организатор промышленности. Директор 1-го Государственного подшипникового завода (ГПЗ-1) им. Л. М. Кагановича.

## Биография
Родился в Двинске Витебской губернии (ныне Даугавпилс, Латвия) в семье раввина Иосифа Абрамовича Меламеда.  В 1905 – 1910 гг. жил с родителями в Мозыре Минской губернии (ныне Гомельская область, Беларусь), с 1910 года — в Витебске. 
В 1916 году призван в армию, служил в 177-м запасном полку (Новгород). В 1917 году — курсант Павловского пехотного военного училища (Петроград).  В 1917-1918 служил в петроградском Преображенском полку.
С 1918 до 1921 года — в рядах Красной Армии. Командир роты, затем комиссар 51-й стрелковой, 10-й кавалерийской, 15-й кавалерийской, 6-й стрелковой дивизий на Петроградском, Южном, Восточном и Западном фронтах. Награждён орденом Красного Знамени (Прик.РВСР № 225: 1921 г.).
В марте-апреле 1920 года был делегатом IX съезда РКП(б). 
В 1927 году окончил Ленинградский технологический институт по специальности «инженер-механик». 
В 1927—1928 гг. — сотрудник Ленинградского отделения Гипромеза. 
В 1928—1930 годах — стажёр в автомобильной корпорации «Ford Motor Company» (США).
С 1930 года — первый главный инженер, с 1933 года — директор Сталинградского тракторного завода. 
В 1935 году по рекомендации наркома тяжёлой промышленности СССР С. Орджоникидзе назначен директором 1-го ГПЗ имени Лазаря Кагановича.
Серго Оржоникидзе. Из речи на заседании Совета при народном комиссаре тяжёлой промышленности 29 июня 1936 г.:

Тов. Меламед заявил на стахановском совещании в ноябре 1935 г , что, начиная со второй половины 1936 года, завод будет давать 3 млн. подшипников в месяц, т.е. увеличит проектную мощность на 50 процентов. Что же мы имеем сегодня? Тов. Меламед, весь коллектив работников „Шарикоподшипника", вся партийная организация этого завода начали борьбу за досрочный выпуск 3 млн подшипников в месяц, и вместо второй половины 1936 г. они в этом месяце дают 3 млн. подшипников. Что же, товарищи, на этом заводе сидят сверхъестественные люди? Разве каждый из вас не может этого же сделать? Меламед — хороший директор. Начальники цехов остались почти те же самые, которые были и при тов. Бодрове. Кое-кого он заменил, но в большей части остались те же самые. Рабочие, конечно же, все те же самые. Что же получилось? Получилось то, что люди осознали и решили, если высокую производительность могут давать двое, трое, десять, двадцать, сорок человек, то такую же работу можно организовать для всего коллектива. <...> Если 1-й шарикоподшипниковый завод закрепит эти свои достижения, если он качество подшипников улучшит еще больше, если он начнет осваивать те подшипники, которые он до сих пор еще не освоил, и начнет двигаться дальше— а я в этом уверен— он добьется очень многого.
Арестован органами НКВД 20 ноября 1937 года. Накануне ареста был снят с должности директора завода и назначен главным инженером треста «Союзстроймеханизация», но в должность вступить не успел. Приговорён Военной коллегией Верховного Суда СССР 26 апреля 1938 года к расстрелу по обвинению в организации диверсионной деятельности»М1
«Меламед Илья Иосифович <...> обвиняется в том, что, являясь участником антисоветской организации правых и троцкистов в системе Наркомата тяжёлой промышленности, создал на 1-м ГПЗ в 1936 г. террористическую шпионско-вредительскую организацию, до ареста являлся её руководителем и лично вовлёк в организацию для подрывной деятельности пять человек (Зеликсона, Овсепяна, Гросса, Андерсона и Чичеурова), т.е. в преступлениях, предусмотренных ст. 58 пп. 8,7 и 11 УК РСФСР»
(Из обвинительного заключения)
В суде виновным себя не признал, от показаний, данных на предварительном следствии, отказался. Расстрелян 26 апреля 1938 года на полигоне «Коммунарка» под Москвой.
Реабилитирован посмертно 13 октября 1956 года.

## Награды
- Орден Красного Знамени РСФСР № 4049 (1921). Представление о награждении подписал будущий маршал В. К. Блюхер.
- Орден Ленина № 494 (1933). Представление о награждении подписал нарком тяжёлой промышленности Серго Орджоникидзе.

## Семья
- Первая жена — Зинаида Семёновна Меламед (1902 — 1961).
- Вторая жена— Валентина Михайловна Меламед (1910—1988).
- Сын — Владимир Ильич (1922—1944). После развода родителей жил с отцом, после ареста отца — в Ленинграде у тётки Юдифи Иосифовны Гольданской. Учился в ЛГУ. В РККА с декабря 1939 года. С августа 1942 года — на Сталинградском, Южном фронтах, гвардии старший сержант, командир отделения связи. Кавалер ордена Красной звезды, медалей «За отвагу», «За оборону Сталинграда». Погиб при освобождении г. Николаева 18 марта 1944 года, похоронен в братской могиле.
- Брат — Соломон Иосифович Меламед (1887—1938), в 1917 году депутат Петроградского совета, доцент Ленинградского горного института, методист по средним школам для взрослых в методическом кабинете Ленсовета, арестован 11 марта 1938 года, расстрелян 22 октября 1938 года.
- Племянники — Виталий Иосифович Гольданский и Григорий Яковлевич Шапиро.

## Образ в литературе
И. И. Меламед — прототип одного из главных героев книги Якова Ильина «Большой конвейер» (1932), посвящённой строительству Сталинградского тракторного завода.